# Spoorlijn Uppsala - Morastrand
De spoorlijn tussen Uppsala en Morastrand bekend als Zweeds: Dalabanan ook bekend als Siljansbanan loopt in Zweden gelegen provincies Uppsala län en Dalarnas län.

## Geschiedenis
Het traject werd in fases gebouwd. Het traject tussen Uppsala met aansluiting aan de Ostkustbanan en Avesta Krylbo met aansluiting aan de Godsstråket genom Bergslagen werd in 1871 geopend. Het traject tussen Avesta Krylbo en Borlänge met aansluiting aan de Bergslagen en door de Siljans Järnväg tot Insjön werd in 1881 geopend. Het traject tussen Insjön en Mora werd in 1891 geopend.
De spoorlijn wordt sinds 1990 door Banverket Dalabanan genoemd.

## Treindiensten

### SJ
De Statens Järnvägar (SJ) verzorgt het personenvervoer op dit traject met IC X 2000 treinen tot Falun.

### Tågkompaniet
De Tågkompaniet verzorgt het personenvervoer op dit traject met Pendeltåg treinen.
De treindienst wordt uitgevoerd met treinstellen van het type X 52-2.

## Aansluitingen
In de volgende plaatsen was of is er een aansluiting van de volgende spoorwegmaatschappijen:

### Morastrand
- Inlandsbanan, spoorlijn tussen Gällivare en Kristinehamn
- Älvdalsbanan, spoorlijn tussen Mora en Älvdalen

### Mora
- Inlandsbanan, spoorlijn tussen Gällivare en Kristinehamn
- Älvdalsbanan, spoorlijn tussen Mora en Älvdalen

### Borgläge
- Västerdalsbanan, spoorlijn tussen Borlänge en Malungsfors
- Bergslagsbanan, spoorlijn tussen Kil en Gävle en tussen Frövi en Gävle

### Avesta Krylbo
- Bergslagen, spoorlijn tussen Mjölby en Storvik

### Sala
- Sala - Gysinge - Gävle, spoorlijn tussen Sala en Gävle
- Sala - Oxelösund, spoorlijn tussen Sala en Oxelösund

### Uppsala
- Ostkustbanan, spoorlijn tussen Stockholm en Sundvall
- Uppsala - Enköping, spoorlijn tussen Uppsala en Enköping

## ATC
In 1991 werd het traject voorzien van het zogenaamde Automatische Tågkontroll (ATC).

## Elektrische tractie
Het traject werd geëlektrificeerd met een spanning van 15.000 volt 16 2/3 Hz wisselstroom.

## Afbeeldingen

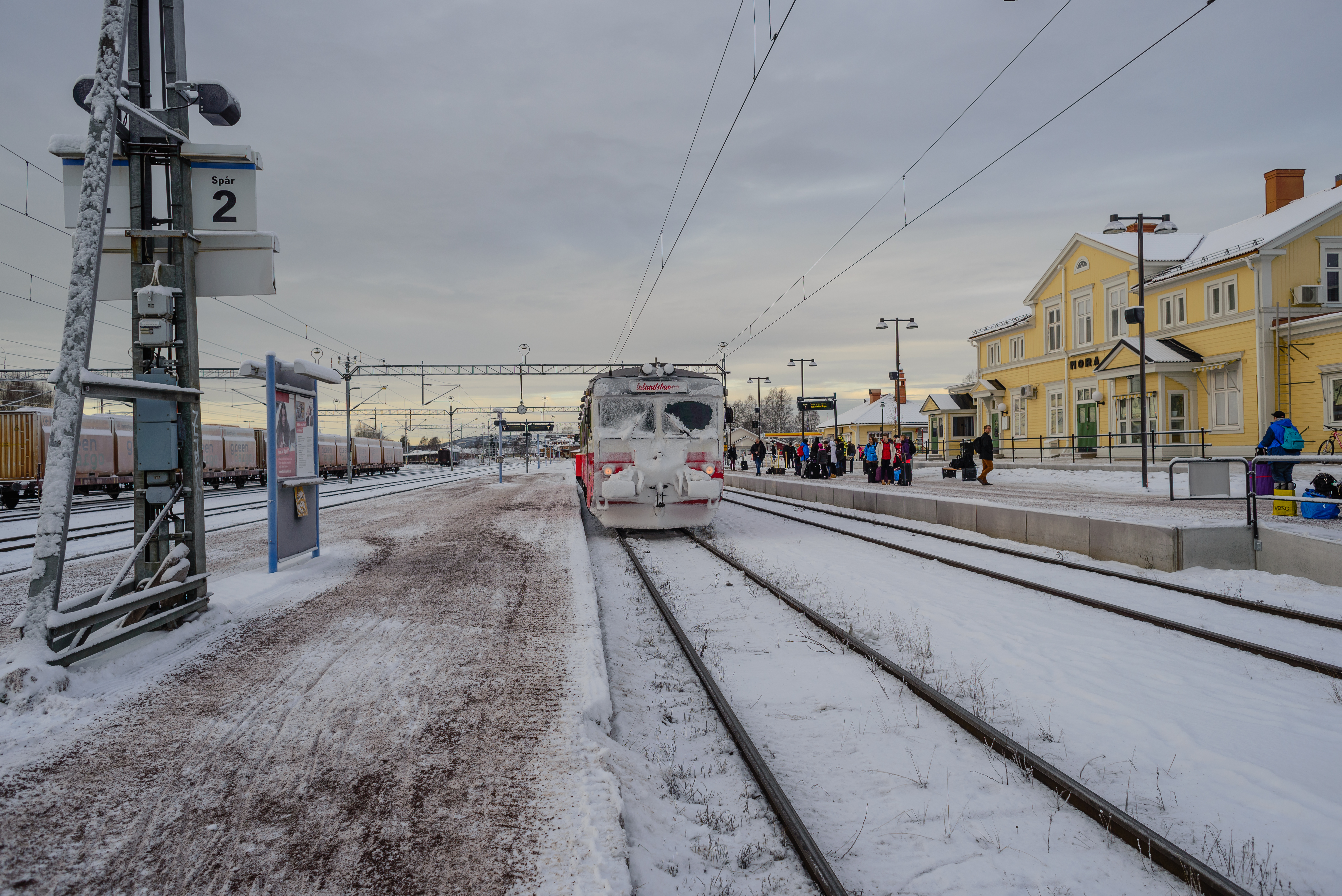
Station Mora
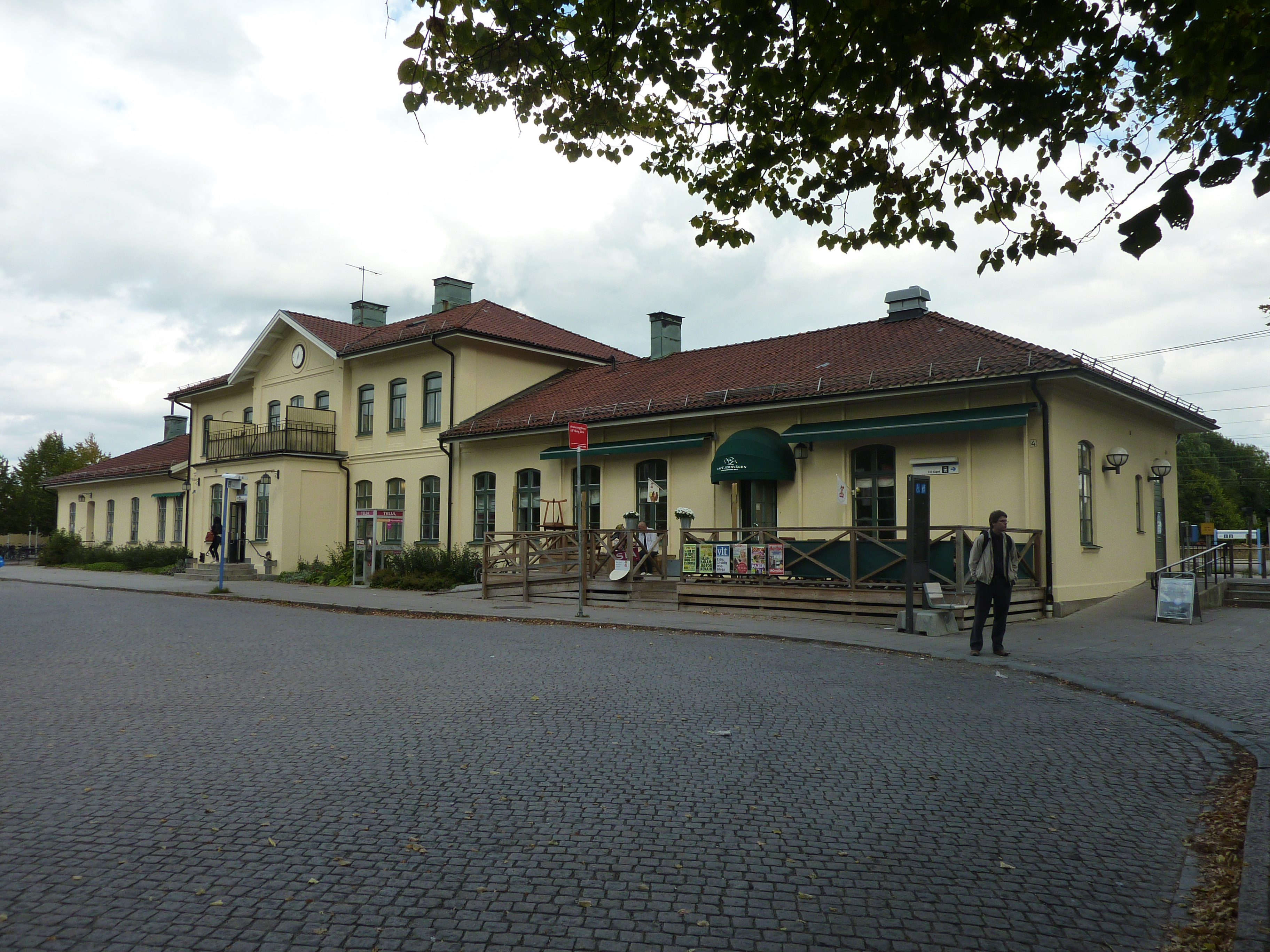
Station Sala
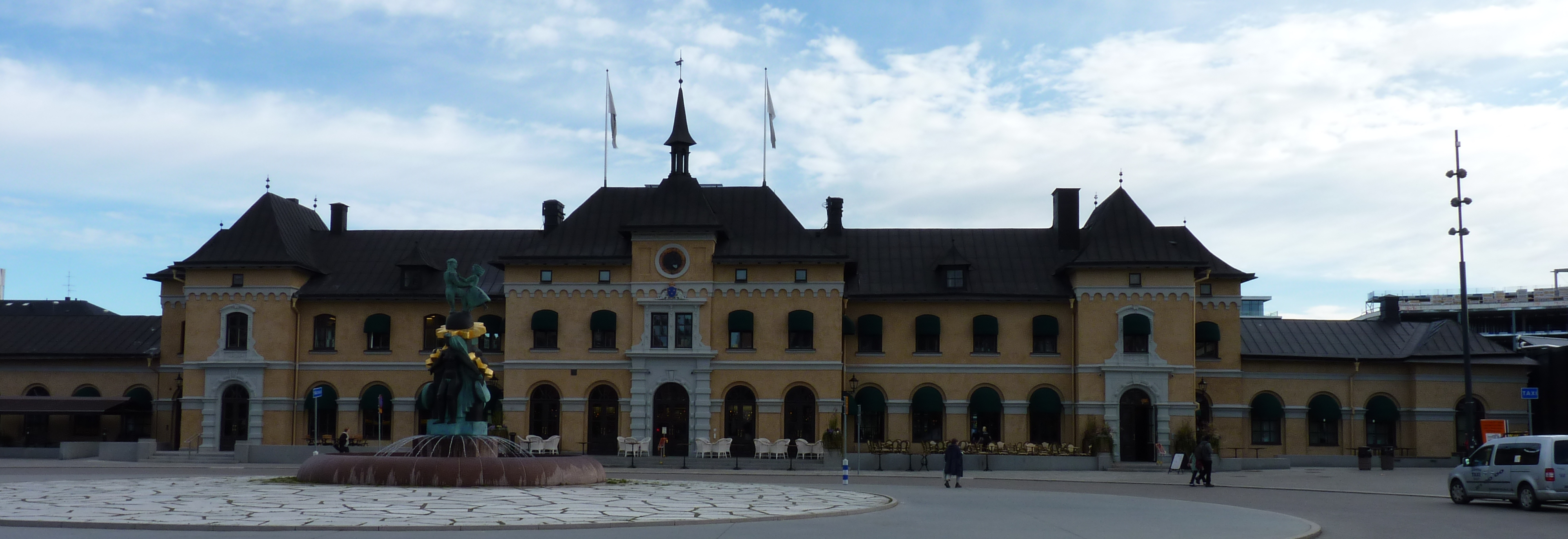
Station Uppsala centraal, oud, thans restaurant
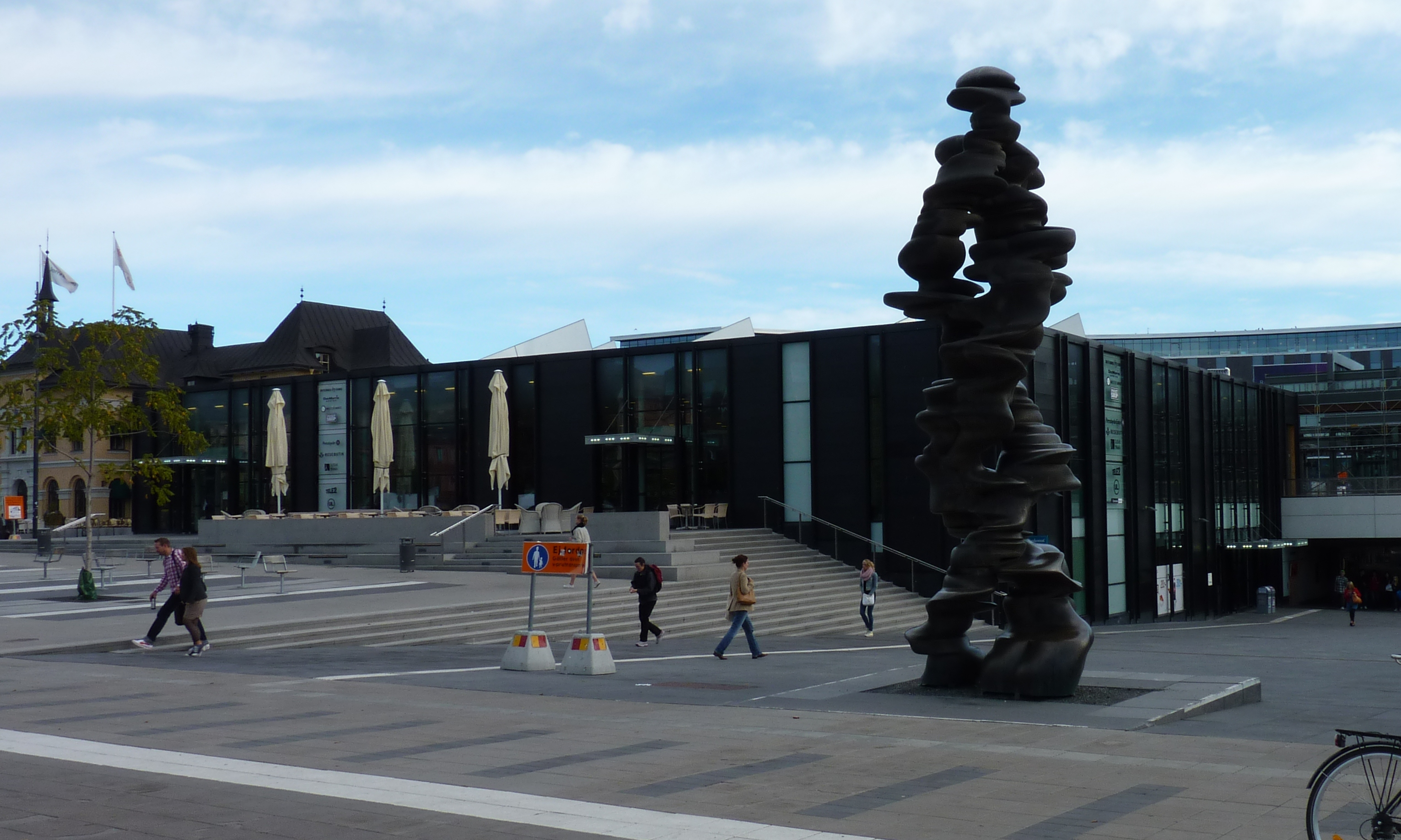
Uppsala centraal station, nieuw